# Coelorinchus polli
Coelorinchus polli és una espècie de peix de la família dels macrúrids i de l'ordre dels gadiformes.

## Morfologia
- Els mascles poden assolir 30 cm de llargària total.[5]

## Hàbitat
És un peix d'aigües profundes que viu entre 155-360 m de fondària.

## Distribució geogràfica
Es troba a Angola i Namíbia.